# Decapoda
Десетоношци (Decapoda) је ред ракова из класе виших ракова (Malacostraca). Превод латинског назива био би десетоноги ракови, а односи се на постојање десет екстремитета за кретање. Ови екстремитети су организовани у пет парова ногу на задњим торакалним сегментима, док се за екстремитете на предњим торакаланим сегментима користи назив максилопеде јер имају улогу делова усног апарата. Ред Decapoda обухвата скоро 15.000 врста сврстаних у око 2.700 родова. Услед морског начина живота ове групе, фосилна фауна је богато заступљена и истражена (око 3.300 фосилних врста). Најзначајнији представници овог реда су крабе, јастози и козице.

## Систематика
Ред се дели на два подреда, који се даље деле на низ инфраредова и/или натпородица.
ред 
подред 
натпородица 
натпородица 
подред 
инфраред 
инфраред 
натпородица 
натпородица 
натпородица 
натпородица 
натпородица 
натпородица 
натпородица 
натпородица 
натпородица 
натпородица 
натпородица 
натпородица 
натпородица 
натпородица 
натпородица 
натпородица 
инфраред 
натпородица 
натпородица 
натпородица 
натпородица 
инфраред 
натпородица 
инфраред 
инфраред 
инфраред 
инфраред 
инфраред 
натпородица 
натпородица 
натпородица 
натпородица 
натпородица 
натпородица 
натпородица 
инфраред 
секција 
натпородица 
натпородица 
натпородица 
секција 
секција 
секција 
натпородица 
натпородица 
натпородица 
натпородица 
натпородица 
натпородица 
натпородица 
натпородица 
натпородица 
натпородица 
натпородица 
натпородица 
натпородица 
натпородица 
натпородица 
натпородица 
натпородица 
натпородица 
натпородица 
натпородица 
натпородица 
натпородица 
натпородица 
натпородица 
натпородица 
натпородица 
натпородица 
натпородица 
натпородица 
натпородица 
натпородица 
натпородица 